# Сухий лиман (метеорит)

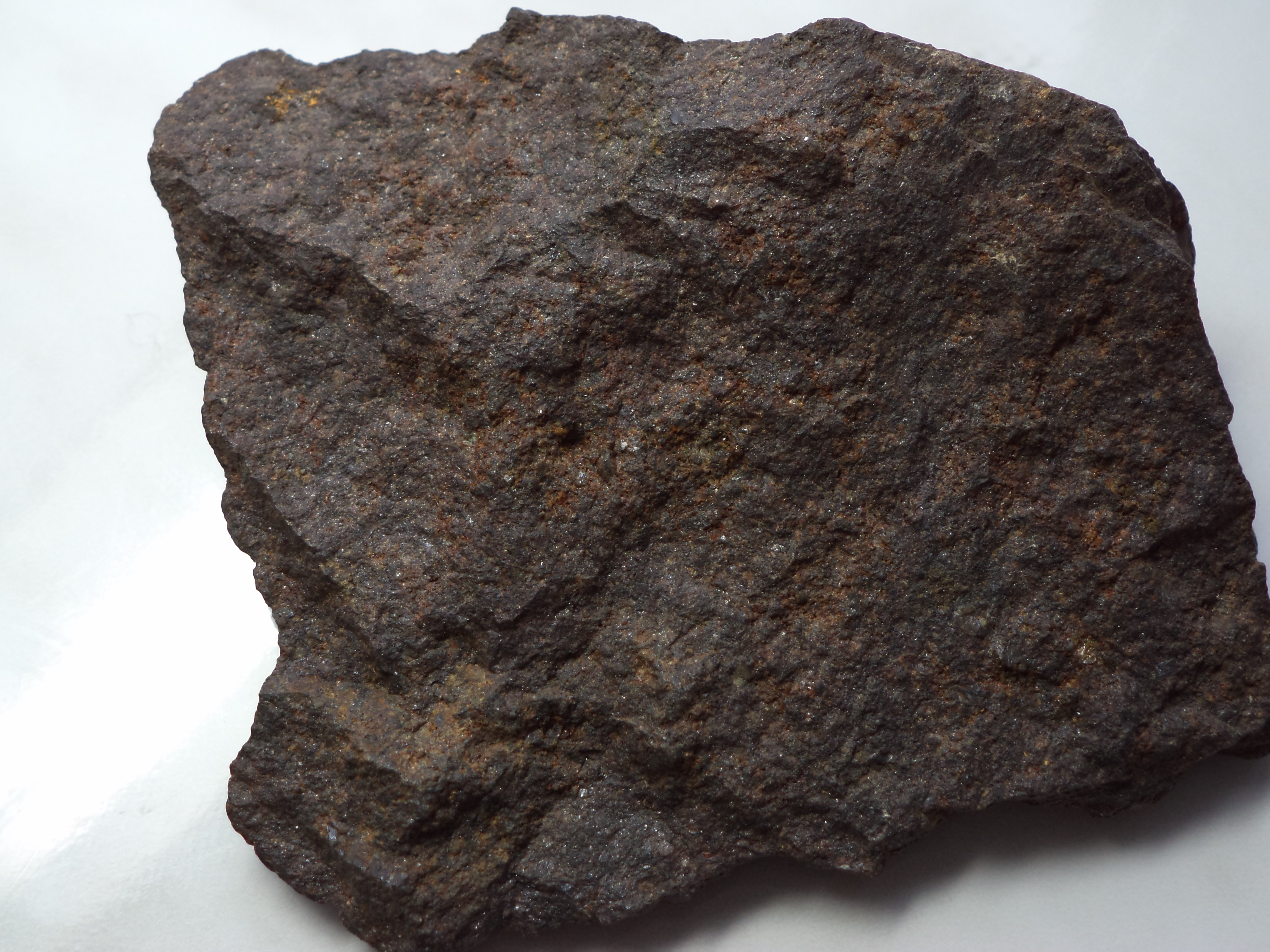
Метеорит Сухий лиман (осколок)

Сухий лиман — метеорит-хондрит масою більше 48 кг. Це один з 424 затверджених метеоритів, що класифікуються як H4 / 5 [Архівовано 2 квітня 2015 у Wayback Machine.].
Знайдений у травні 1987 року в районі Сухого лиману на території Таїровської селищної ради Одеського району. Зовнішній вигляд свідчить про те, що це лише частина більшого тіла.  
Ввійшов у Топ-10 (шосте місце) за масою метеоритів, знайдених в Україні  [Архівовано 2 квітня 2015 у Wayback Machine.].

## Характеристика
Метеорит Сухий лиман, що належить до хондритів класу H4, має високий вміст заліза як у металевій формі, так і у вигляді залізистих силікатів. Група 4 вказує на середній рівень термічного метаморфізму, при якому хондри (сферичні зерна) ще помітні, але частково злиті з матрицею, а також помірні зміни в мінеральному складі через нагрівання.
Метеорит включає: 
- олівін, 19,5% якого представлено залізовмісним фаялітом (Fe2SiO4), а 80,5% його магнієвою різновидністю — форстеритом (Mg2SiO4);
- піроксен, 17,2% якого представлено феросилітом (FeSiO3), а решта енстатитом (MgSiO3).